# 미들급 (MMA)

## 미들급 (종합격투기)
미들급(Middleweight)은 종합격투기(MMA)에서 웰터급과 라이트헤비급 사이에 해당하는 체급이다. 균형 잡힌 체격과 속도, 타격 능력을 동시에 요구하는 체급으로, UFC를 비롯한 메이저 단체에서 주요 인기 체급 중 하나이다.

## 체급 기준
- UFC 기준: 171파운드(77.6kg) 초과 ~ 185파운드(83.9kg) 이하
- ONE 챔피언십 기준: 205파운드(93.0kg) 이하 (수분 감량 금지 정책 포함)
- 벨라토르 MMA 기준: UFC와 동일 기준(185파운드 이하)

## 특징
미들급은 속도와 파워가 적절히 조화를 이루는 체급으로, 다양한 스타일의 파이터들이 활동한다. 타격과 그래플링의 밸런스를 갖춘 선수들이 많으며, UFC 역사상 전설적인 챔피언들이 이 체급을 거쳐 갔다.

## 주요 선수
- 드리커스 두 플레시스 – 현 UFC 미들급 챔피언
- 이스라엘 아데산야 – 전 챔피언, 타격 기반의 대표적인 미들급 파이터
- 로버트 휘태커
- 파울로 코스타
- 케빈 홀랜드
- 제라드 캐노니어
- 크리스 와이드먼 – 전 UFC 미들급 챔피언

## UFC 미들급 챔피언 목록
| 선수              | 국적             | 타이틀 획득일    | 대회    |
| ----------------- | ---------------- | ---------------- | ------- |
| Evan Tanner       | 미국             | 2005년 2월 5일   | UFC 51  |
| Rich Franklin     | 미국             | 2005년 6월 4일   | UFC 53  |
| Anderson Silva    | 브라질           | 2006년 10월 14일 | UFC 64  |
| Chris Weidman     | 미국             | 2013년 7월 6일   | UFC 162 |
| Michael Bisping   | 영국             | 2016년 6월 4일   | UFC 199 |
| Robert Whittaker  | 호주             | 2017년 7월 8일   | UFC 213 |
| Israel Adesanya   | 뉴질랜드         | 2019년 10월 6일  | UFC 243 |
| Alex Pereira      | 브라질           | 2022년 11월 12일 | UFC 281 |
| Dricus du Plessis | 남아프리카공화국 | 2024년 1월 20일  | UFC 297 |

## 관련 문서
- 종합격투기
- UFC
- 웰터급 (MMA)
- 라이트헤비급 (MMA)
- 이스라엘 아데산야
- 드리커스 두 플레시스
- 알렉스 페레이라